# Oestranthrax brunnescens
Oestranthrax brunnescens är en tvåvingeart som först beskrevs av Friedrich Hermann Loew 1857.  Oestranthrax brunnescens ingår i släktet Oestranthrax och familjen svävflugor. Inga underarter finns listade i Catalogue of Life.